# Odznaka Uczestnikowi Marszu Szlakiem Kadrówki
Odznaka Uczestnikowi Marszu Szlakiem Kadrówki – odznaka ustanowiona podczas pierwszego po wojnie Marszu, wskrzeszonego w sierpniu 1981 staraniem środowisk niepodległościowych Ziemi Małopolskiej i Świętokrzyskiej.

## Historia Odznaki
Odznaka została zaprojektowana przez Wojciecha Pęgiela (1955–2005). Nawiązuje do Odznaki „Za Wierną Służbę” przyznawanej od 1916 przez Józefa Piłsudskiego bohaterskim oficerom i żołnierzom I Brygady Legionów Polskich. Projekt odznaki został zatwierdzony w 1981 przez nestorów polskiego ruchu niepodległościowego – legionistów: gen. Mieczysława Borutę-Spiechowicza, pułkownika Józefa Herzoga i majora Michała Tadeusza Brzęka-Osińskiego, którzy na prawach honorowych stali się członkami honorowymi Kapituły Odznaki.

## Opis Odznaki
Odznaka UMSK jest wzorowana na odznace Pierwszej Brygady Legionów Polskich „ZA WIERNĄ SŁUŻBĘ”. Jest to odznaka jednoczęściowa w kształcie koła o średnicy 38 mm, w które wpisano krzyż równoramienny o rozszerzających się ramionach. Na górnej części obrączki koła, są umieszczone dwukolorowe pasy, symbolizujące flagę polski. Na dolnej części obrączki koła, widnieje napis „UCZESTNIKOWI * MARSZU * SZLAKIEM * KADRÓWKI”. Pośrodku znajduje się mała lekko wypukła okrągła tarcza. Umieszczono w niej reliefowy wizerunek orła w koronie, stylizowany według wzorów orłów Królestwa Polskiego i wzoru z 1913 roku. Na poziomych ramionach krzyża widnieją inicjały Józefa Piłsudskiego: „J” i „P”, na pionowych – cyfra brygady: „1” i „Br”.

## Kapituła Odznaki

### Zasiadają obecnie
- Andrzej Kazimierz Fischer - Kanclerz Kapituły
- Michał Andrzej Rybak - Wicekanclerz Kapituły
- Tomasz Dyzma
- Jan Józef Kasprzyk
- Leszek Piotr Marcinkiewicz

### Zasiadali w przeszłości
- Michał Chałoński;
- Robert Kulak †
- Przemysław Jerzy Witek †
- Wojciech Pęgiel †
- Roman Strzębała †

## Nadawanie Odznaki UMSK
Od 1983 roku przyznawana jest tym uczestnikom Marszu, którzy trzykrotnie pokonają Trasę Niepodległości strzelców Józefa Piłsudskiego wiodącą z krakowskich Oleandrów do Kielc. Została przyznana także wszystkim żyjącym w latach 80. i 90. legionistom i POW-iakom. Przyznawana jest także wybitnym osobistościom życia publicznego Rzeczypospolitej zasłużonym w propagowaniu idei Czynu 6 Sierpnia.

## Komendanci Marszu
- płk Józef Teliga – 1981
- Piotr M. Boroń (Akcja na rzecz Niepodległości) i Wojciech Pęgiel (Konfederacja Polski Niepodległej) – 1982
- gen. Mieczysław Boruta-Spiechowicz – 1984
- Robert Kulak – 1985
- Wojciech Pęgiel – 1986
- Witold Tukałło (KPN) – 1987
- Wojciech Pęgiel 1988–1990
- Andrzej Fischer (1991)
- Michał Wnuk (1992)
- Andrzej Albiniak (1993)
- Andrzej Fischer (1994)
- Leszek Marcinkiewicz (1995)
- Wojciech Pęgiel (1996)
- Lucjan Muszyński (1997)
- kpt. Edmund Majchrowicz (1998)
- Jan Józef Kasprzyk (1999–2014)
- Piotr Augustynowicz (2015)
- Dionizy Krawczyński (od 2016)